# Paaskerk (Amstelveen)
De Paaskerk is een kerk in het Augustinuspark in Amstelveen, ontworpen door J.B. baron van Asbeck, die hierbij geïnspireerd werd door de kapel in Ronchamp van Le Corbusier. Het is een verdiepingskerk met de kerkzaal boven. Daarboven is het schaaldak met de vorm van een hyperbolische paraboloïde.
Er is geen klokkentoren, maar de kerk heeft wel een carillon naast de ingang in de noordgevel. Het grondvlak is een vierkant, twee van de vier muren staan in het water.
In de gevels zijn een groot aantal kleine vierkante ramen met gekleurd glas aangebracht.
In de zuidgevel is er een groot glas-in-beton-raam van Jan Meine Jansen.
Het orgel werd in 1967 gebouwd door Ernst Leeflang en is in 2014 gerenoveerd en uitgebreid.
De kerkzaal bevatte oorspronkelijk 500 zitplaatsen, na de renovatie in 2013 zijn er 350 over.
De Paaskerk is als Hervormde kerk gebouwd. Sinds 2012 valt de kerk onder de Protestantse Wijkgemeente Amstelveen-Zuid (PWAZ).
De Paaskerk staat op de gemeentelijke monumentenlijst sinds 2010 en op de in 2013 vastgestelde lijst van het Nederlandse Beschermingsprogramma Wederopbouw 1959-1965 en is daarna in 2014 op de rijksmonumentenlijst geplaatst.